# Yacine Douma
Yacine Douma (5 de abril de 1973) es un deportista francés que compitió en judo. Ganó dos medallas en el Campeonato Europeo de Judo, oro en 2002 y plata en 1997.

## Palmarés internacional
| Campeonato Europeo | Campeonato Europeo  | Campeonato Europeo | Campeonato Europeo |
| Año                | Lugar               | Medalla            | Categoría          |
| ------------------ | ------------------- | ------------------ | ------------------ |
| 1997               | Ostende (Bélgica)   | Medalla de plata   | –60 kg             |
| 2002               | Maribor (Eslovenia) | Medalla de oro     | –60 kg             |